# Michael Porter (cestista)
Michael Lamar Porter jr. (Columbia, 29 giugno 1998) è un cestista statunitense.

## Biografia
È il fratello di Jontay Porter, ex professionista in NBA radiato a vita per scommesse.

## Carriera

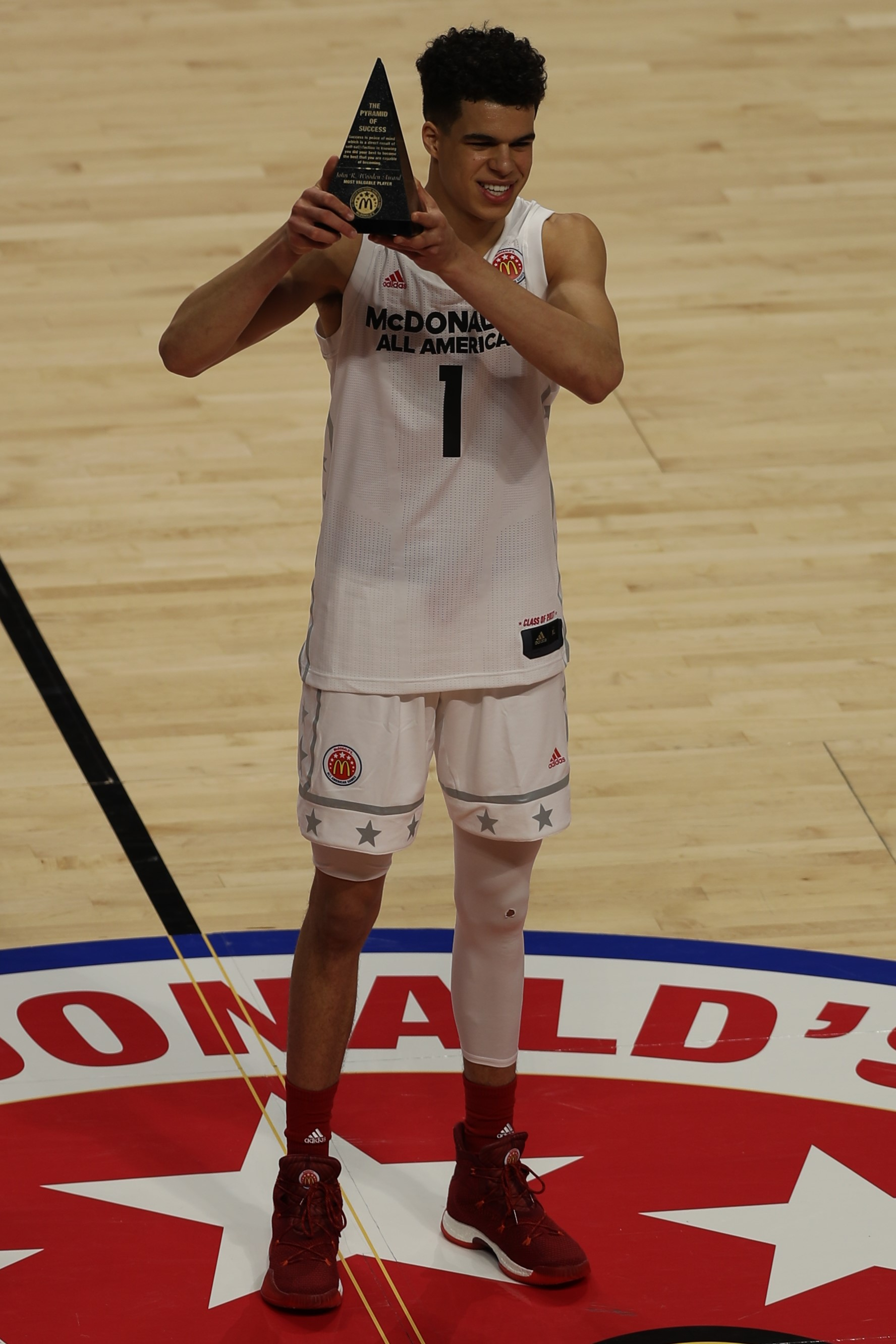
Porter Jr. durante il McDonald's All-American Game

Dopo essersi dichiarato eleggibile al Draft NBA 2018 è stato selezionato con la 14ª chiamata assoluta dai Denver Nuggets. Il primo luglio 2025 è stato scambiato ai Brooklyn Nets.

## Statistiche
| † | Denota una stagione in cui ha vinto il titolo |

### College
| Anno      | Squadra         | PG | PT | MP   | TC%  | 3P%  | TL%  | RP  | AP  | PRP | SP  | PP   |
| --------- | --------------- | -- | -- | ---- | ---- | ---- | ---- | --- | --- | --- | --- | ---- |
| 2017-2018 | Missouri Tigers | 3  | 1  | 17,7 | 33,3 | 30,0 | 77,8 | 6,7 | 0,3 | 1,0 | 0,3 | 10,0 |
| Carriera  | Carriera        | 3  | 1  | 17,7 | 33,3 | 30,0 | 77,8 | 6,7 | 0,3 | 1,0 | 0,3 | 10,0 |

#### Massimi in carriera
- Massimo di punti: 16 vs Florida State (16 marzo 2018)[2]
- Massimo di rimbalzi: 10 vs Florida State (16 marzo 2018)
- Massimo di assist: 1 vs Georgia (8 marzo 2018)
- Massimo di palle rubate: 3 vs Florida State (16 marzo 2018)
- Massimo di stoppate: 1 vs Georgia (8 marzo 2018)
- Massimo di minuti giocati: 28 vs Florida State (16 marzo 2018)

### NBA

#### Regular Season
| Anno       | Squadra        | PG  | PT  | MP   | TC%  | 3P%  | TL%  | RP  | AP  | PRP | SP  | PP   |
| ---------- | -------------- | --- | --- | ---- | ---- | ---- | ---- | --- | --- | --- | --- | ---- |
| 2019-2020  | Denver Nuggets | 55  | 8   | 16,4 | 50,9 | 42,2 | 83,3 | 4,7 | 0,8 | 0,5 | 0,5 | 9,3  |
| 2020-2021  | Denver Nuggets | 61  | 54  | 31,3 | 54,2 | 44,5 | 79,1 | 7,3 | 1,1 | 0,7 | 0,9 | 19,0 |
| 2021-2022  | Denver Nuggets | 9   | 9   | 29,5 | 35,9 | 20,8 | 55,6 | 6,6 | 1,9 | 1,1 | 0,2 | 9,9  |
| 2022-2023† | Denver Nuggets | 62  | 62  | 29,0 | 48,7 | 41,4 | 80,0 | 5,5 | 1,0 | 0,6 | 0,5 | 17,4 |
| 2023-2024  | Denver Nuggets | 81  | 81  | 31,7 | 48,4 | 39,7 | 83,6 | 7,0 | 1,5 | 0,5 | 0,7 | 16,7 |
| 2024-2025  | Denver Nuggets | 77  | 77  | 33,7 | 50,4 | 39,5 | 76,8 | 7,0 | 2,1 | 0,6 | 0,5 | 18,2 |
| Carriera   | Carriera       | 345 | 291 | 29,1 | 50,0 | 40,6 | 79,5 | 6,4 | 1,4 | 0,6 | 0,6 | 16,2 |

#### Play-off
| Anno     | Squadra        | PG | PT | MP   | TC%  | 3P%  | TL%  | RP  | AP  | PRP | SP  | PP   |
| -------- | -------------- | -- | -- | ---- | ---- | ---- | ---- | --- | --- | --- | --- | ---- |
| 2020     | Denver Nuggets | 19 | 3  | 23,8 | 47,6 | 38,2 | 74,3 | 6,7 | 0,8 | 0,7 | 0,3 | 11,4 |
| 2021     | Denver Nuggets | 10 | 10 | 33,2 | 47,4 | 39,7 | 81,0 | 6,2 | 1,3 | 1,1 | 0,3 | 17,4 |
| 2023†    | Denver Nuggets | 20 | 20 | 32,7 | 42,3 | 35,1 | 79,3 | 8,1 | 1,6 | 0,5 | 0,6 | 13,4 |
| 2024     | Denver Nuggets | 12 | 12 | 36,9 | 46,6 | 40,7 | 76,9 | 6,8 | 1,1 | 0,9 | 0,8 | 15,8 |
| 2025     | Denver Nuggets | 14 | 14 | 31,1 | 39,2 | 34,3 | 71,4 | 5,5 | 0,6 | 0,6 | 0,4 | 9,1  |
| Carriera | Carriera       | 75 | 59 | 30,9 | 44,6 | 37,4 | 76,8 | 6,8 | 1,1 | 0,7 | 0,5 | 13,0 |

#### Massimi in carriera
- Massimo di punti: 39 vs Houston Rockets (24 aprile 2021)[3]
- Massimo di rimbalzi: 16 vs San Antonio Spurs (2 aprile 2024)
- Massimo di assist: 6 vs Los Angeles Lakers (20 maggio 2023)
- Massimo di palle rubate: 4 vs Miami Heat (27 gennaio 2021)
- Massimo di stoppate: 4 vs Golden State Warriors (25 dicembre 2023)
- Massimo di minuti giocati: 48 vs Portland Trail Blazers (1º giugno 2021)

## Palmarès
- McDonald's All-American Game (2017)
- Naismith Prep Player of the Year (2017)
- All-Seeding Team: 1

Second Team: 2020

### NBA
- Campionato NBA: 1

Denver Nuggets: 2023